# 5835 Mainfranken
5835 Mainfranken este un asteroid din centura principală de asteroizi.

## Descriere
5835 Mainfranken este un asteroid din centura principală de asteroizi. A fost descoperit pe 21 septembrie 1992 la Tautenburg de Freimut Börngen. El prezintă o orbită caracterizată de o semiaxă mare de 3,21 ua, o excentricitate de 0,14 și o înclinație de 4,9° în raport cu ecliptica.